# Zully Morenová
Zully Morenová (nepřechýleně Zully Moreno, rodným jménem Zulema Esther González Borbón; 17. října 1920 Villa Ballester – 25. prosince 1999 Buenos Aires) byla argentinská filmová herečka. Ve 40. a 50. letech dvacátého století se stala hlavní tváří argentinské kinematografie i jednou z nejslavnějších hereček Latinské Ameriky. Za svou více než dvacetiletou kariéru natočila téměř 40 filmů, z nichž nejznámější jsou například Dios se lo pague (1948) a La mujer de las Camelias (1954).

## Život

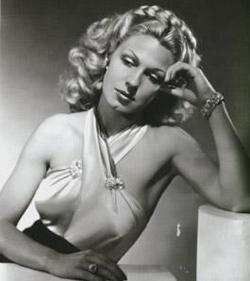
Zully Morenová v 50. letech

### Mládí a začátek kariéry
Narodila se 17. října 1920 ve městě Villa Ballester v argentinské provincii Buenos Aires. Už od dětství údajně snila, že se stane herečkou, avšak v deseti letech, kdy jí zemřel otec i starší bratr, byla Zulema kvůli špatné finanční situaci donucena začít pracovat jako švadlena. Po určitou dobu pracovala také v ateliéru kostýmního návrháře Ramóna Botha Delese, který ji doporučil, aby se věnovala herectví a filmu. Zulema se proto jednoho dne rozhodla navštívit filmový casting k filmu Mujeres que trabajan (1938) a společně s budoucími hvězdami Dianou Maggiovou a Nélidou Bilbaovou byla vybrána jako komparzistka. Ve filmu taktéž debutovala slavná herečka a komička Niní Marshallová, která později údajně upozornila režiséra Luise Bayóna Herrera na Zullyinu krásu a se kterou se Zully Morenová objevila i v dalších dvou filmech.
Zlomovým filmem v Zullyině kariéře se stal komediální muzikál Orquesta de señoritas (1941), kde ztvárnila svou první hlavní roli po boku Niní Marshallové. Během natáčení se také poprvé setkala s režisérem a svým budoucím manželem Luisem Césarem Amadorim, se kterým společně natočila dalších 11 filmů. Její kariéra se rychle rozběhla a do konce první poloviny čtyřicátých let se objevila v dalších klasických argentinských filmech jako například v komedii Los martes orquídeas (1941), kde se objevila společně s další začínající herečkou Mirthou Legrandovou, v komedii Fantasmas en Buenos Aires (1942), v thrilleru Historia de crímenes (1942) nebo v dramatické komedii En el último piso (1943), která ji vynesla na post vůdčí osobnosti argentinské kinematografie.

### Vrchol kariéry
Ačkoliv byla Zully Morenová obsazována do nejprestižnějších argentinských snímků od nejzkušenějších filmařů, své filmové kostýmy i make-up, včetně úpravy vlasů si opatřovala sama. Filmové rozpočty argentinských filmů se tehdy s rozpočty ani průměrných hollywoodských filmů nemohly srovnávat a Morenová si proto s sebou údajně nosila kufry se vším oblečení a kosmetikou, obvykle i pro ostatní kolegyně. V argentinském deníku La Nación ji popisují i jako štědrou a velmi dochvilnou ženu s velkou slabostí pro cigarety. Během svého nejslavnějšího období Morenová také úzce spolupracovala s módním návrhářem Horacem Lannesem.
V roce 1945 se poprvé objevila ve výjimečně vysokorozpočtovém dramatu nazvaném Stella a v éře perónismu, pokračovala dalšími úspěšnými filmy jako dramaty Cristina (1946), Celos (1946) a La gata (1947). V roce 1948 se po šestileté známosti provdala za režiséra Luise Césara Amadoriho a v témže roce se společně s Arturo de Córdovou blýskla v dramatu Dios se lo pague, které získalo světovou slávu a výrazně se podílelo na vzniku nové kategorie udělování Oscarů za nejlepší zahraniční film. Snímek se stal také prvním argentinským filmem, promítaným v newyorských i londýnských kinech. Díky tomuto úspěchu se manželé Amadoriovi následně rozhodli odkoupit produkční společnost Argentina Sono Film.

Zully Morenová v roce 1958

### Útěk do exilu a pozdější život
Národní propaganda tehdy občas pronikala i do filmů a Zully Morenová i její manžel byli režimem poměrně oblíbeni a podporováni. O to větší škodu pro ně představoval vojenský převrat v roce 1955, kdy argentinský prezident Juan Perón abdikoval. Zullyin manžel byl na základě fiktivního obvinění uvězněn a vyslýchán a ihned po jeho propuštění v roce 1958 pár uprchl do exilu ve Španělsku.
| „ | Z ničeho nic, do mého domu vtrhla policie. Nic jsem nechápala, syn měl horečku, manžela vezli do vězení a já nechápala proč. Ptali se mě na pomluvy a věci, které jsem nevěděla, nerozuměla jsem tomu. Nikdy jsem neměla žádnou funkci, nikdy jsem nepatřila do hereckého sdružení, neúčastnila jsem se festivalů, nedělala jsem vůbec nic. | “ |

Zully Morenová zde pokračovala ve své herecké kariéře filmem Madrugada (1957), za který obdržela cenu Goya pro nejlepší zahraniční herečku. Do roku 1960 natočila další čtyři filmy, avšak několik následujících nabídek od evropských filmařů odmítla a její kariéra začala brzy upadat. Ve 39 letech se ze showbyznysu nakonec zcela stáhla a striktně odmítla i všechny rozhovory s novináři. Jejím posledním filmem se stalo drama Ein Thron für Christine (1960) v západoněmecké produkci. V roce 1966 se Morenová se svým manželem inkognito vrátila zpět do Argentiny, aby jejich syn Luis Alberto poznal svou rodnou zemi. Později se do Argentiny začali vracet častěji, dokud se v roce 1970 trvale neusadili v Buenos Aires, kde si Morenová později našla práci jako vedoucí divadla Teatro Maipo. V roce 1977 jí, krátce po narození prvního vnoučete, zemřel manžel a jeho smrt ji údajně tak zasáhla, že zbytek života strávila sama ve smutku a depresích.
Zully Morenová zemřela na Alzheimerovu chorobu 25. prosince 1999 v pečovatelském domě v Buenos Aires.

## Filmografie

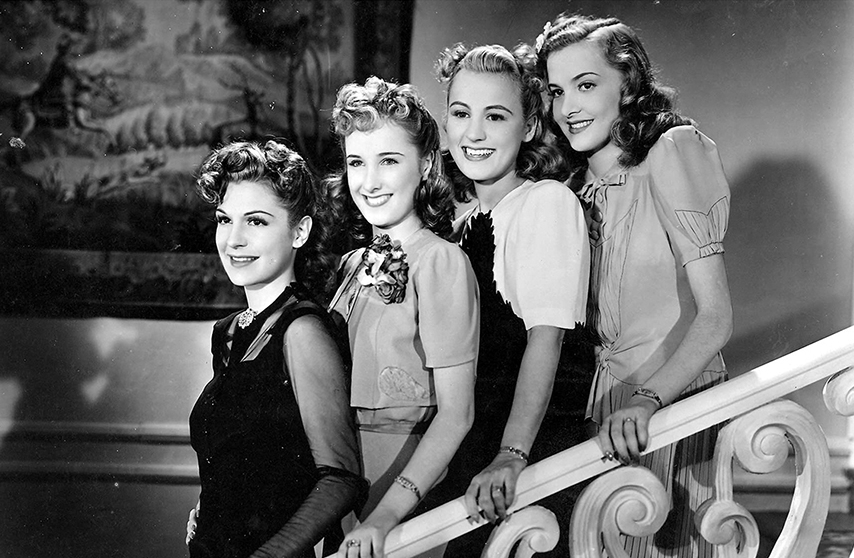
Zully Morenová, Mirtha Legrandová, Nury Montséová a Silvana Rothová ve filmu Los martes, orquídeas (1941).

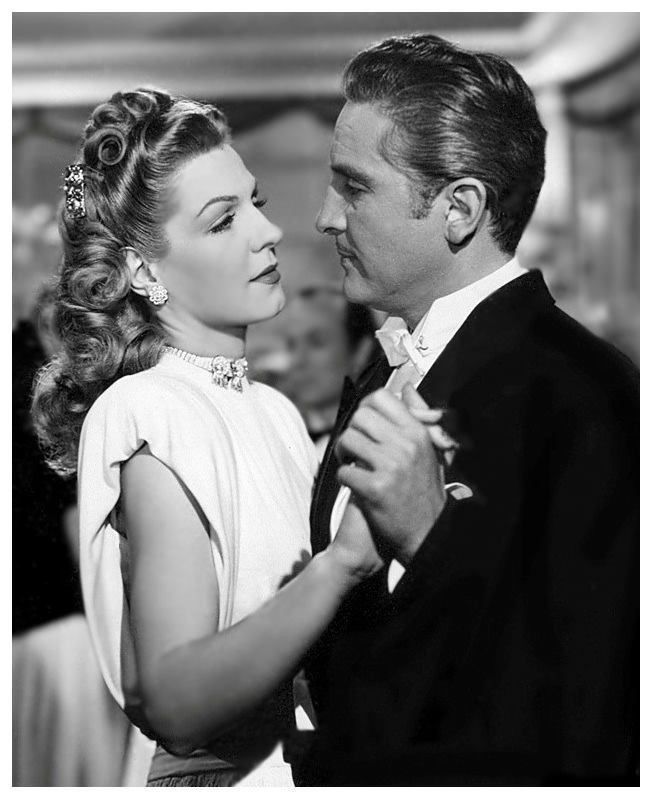
Zully Morenová a Arturo de Córdova ve filmu Dios se lo pague (1948).

Podle filmových databází ČSFD a IMDb.
- 1938 Mujeres que trabajan (režie Manuel Romero), nepřipsaná role
- 1939 Cándida (režie Luis Bayón Herrera), nepřipsaná role
- 1940 De México llegó el amor (režie Richard Harlan)
- 1941 En la luz de una estrella (režie Enrique Santos Discépolo)
- 1941 Orquesta de señoritas (režie Luis César Amadori)
- 1941 Los martes orquídeas (režie Francisco Múgica)
- 1941 Papá tiene novia (režie Carlos Schlieper)
- 1942 El profesor Cero (režie Luis César Amadori)
- 1942 En el último piso (režie Catrano Catrani)
- 1942 Fantasmas en Buenos Aires (režie Enrique Santos Discépolo)
- 1942 Bajó un ángel del cielo (režie Luis César Amadori)
- 1942 Historia de crímenes (režie Manuel Romero)
- 1942 El pijama de Adán (režie Francisco Múgica)
- 1943 Su hermana menor (režie Enrique Cahen Salaberry)
- 1943 Stella (režie Benito Perojo)
- 1944 Apasionadamente (režie Luis César Amadori)
- 1945 Dos ángeles y un pecador (Luis César Amadori)
- 1946 Cristina (režie Francisco Múgica)
- 1947 Celos (režie Mario Soffici)
- 1947 La gata (režie Mario Soffici)
- 1947 Nunca te diré adiós (režie Lucas Demare)
- 1948 Dios se lo pague (režie Luis César Amadori)
- 1949 La trampa (režie Carlos Hugo Christensen)
- 1950 Nacha Regules (režie Luis César Amadori)
- 1951 Tierra baja (režie Miguel Zacarías)
- 1951 Pecado (režie Luis César Amadori)
- 1951 María Montecristo (režie Luis César Amadori)
- 1951 Cosas de mujer (režie Carlos Schlieper)
- 1952 La indeseable (režie Mario Soffici)
- 1953 La mujer de las camelias (režie Ernesto Arancibia)
- 1954 La dama del mar (režie Mario Soffici)
- 1954 La calle del pecado (režie Ernesto Arancibia)
- 1955 El barro humano (režie Luis César Amadori)
- 1955 El amor nunca muere (režie Luis César Amadori)
- 1957 Madrugada (režie Antonio Román)
- 1958 Amor prohibido (režie Luis César Amadori a Ernesto Arancibia)
- 1958 La noche y el alba (režie José María Forqué)
- 1959 Una gran señora (režie Luis César Amadori)
- 1960 Un trono para Cristy (režie Luis César Amadori)